# Simone del Pollaiolo

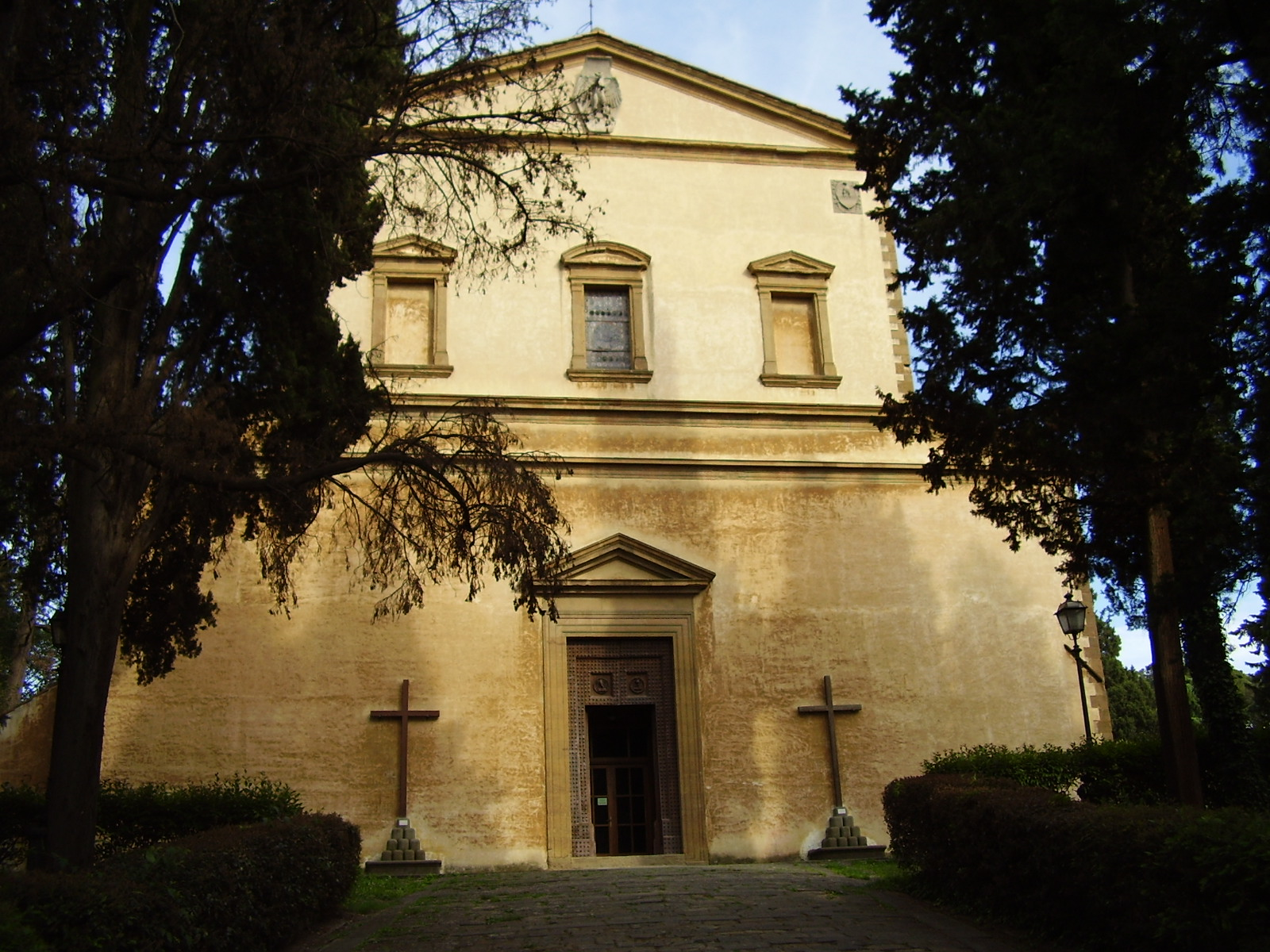
La façana de l'església de San Salvatore.

Simone del Pollaiolo, conegut també com Il Cronaca (Florència 1457- Florència 1508), fou un arquitecte, escultor i dissenyador italià del renaixement.
El seu cognom -o més aviat sobrenom- Pollaiolo deriva que Simone va ser parent dels, abans que ell, ja cèlebres germans Antonio i Piero Benci els qui van ser coneguts pel sobrenom Pollaiuolo o Pollaioloen en haver-se criat a la rodalia d'un galliner (pollaio en italià). Simone va ser aleshores conegut com el tercer dels Pollaiolo fins que després va rebre un altre sobrenom: Il Cronaca (El crònica).
El motiu d'aquest sobrenom s'adiu molt amb el seu art i és explicat per Vasari, Simone del Pollaiolo a fi d'aprendre més de l'art arquitectònic va marxar a Roma cap a 1470 per observar les antigues ruïnes. Al seu retorn a Florència feia minuciosos i molt raonats relats i descripcions del que havia observat. Diu Vasari:
| « | Narra les meravelles de Roma i d'altres llocs amb tanta precisió, que el van anomenar des d'aleshores il Cronaca, semblant veritablement a cada qual d'ells, que hi hagués una crònica de coses en el seu raonament. | » |

Il Cronaca va realitzar a la seva ciutat natal nombrosos edificis monumentals: En principi va concloure, ajudat per Giuliano da Sangallo, l'importantíssim Palau Strozzi que havia estat iniciat per Benedetto da Maiano a petició Filippo Strozzi. En aquesta obra Il Cronaca, en la qual va treballar de 1488 a 1590, a més d'intentar de seguir els models arquitectònics de l'antiguitat grecoromana va plasmar un altre objectiu, el d'una sobrietat i severitat que intentava de transmetre com a missatge l'ancià Filippo Strozzi, per aquest motiu, sense que aquest edifici perdi cap gràcia, el Palau Strozzi té un cert aire de mausoleu en lloc d'un aire rialler com es troba a la majoria dels palaus italians del renaixement.
És completament obra d'Il Cronaca la sagristia de planta octogonal anomenada del Spirito Santo, aquest edifici es caracteritza per l'harmonia de les seves proporcions i el detallisme amb el qual està concretat. Altres valuoses realitzacions seves són l'església de San Francesco dell 'Osservanza i la de San Salvatore, totes a Florència. El seu principal deixeble va ser Baccio d'Agnolo.